# (10234) Sixtygarden
(10234) Sixtygarden est un astéroïde de la ceinture principale découvert le 2 décembre 1997 par l'astronome Jana Tichá et Miloš Tichý à Klet.

## Origine du nom
L'astéroïde est nommé d'après l'adresse du Harvard-Smithsonian Center for Astrophysics, situé au 60 Garden Street.